# 1,1-Dichloroéthène
Le 1,1-dichloroéthène, appelé couramment 1,1-dichloroéthylène ou 1,1-DCE, est un composé organochloré de formule C2H2Cl2 qui réagit violemment en diverses circonstances.
Il est la matière première de la fabrication du poly(chlorure de vinylidène) (PVDC), plus connu sous la marque Saran.

## Propriétés
D'après GESTIS.
Le 1,1-Dichloroéthène se présente sous la forme d'un liquide incolore à jaunâtre, très volatil, à l'odeur douce. Plus dense que l'eau, il y est peu soluble, mais est très soluble dans les solvants organiques (éthanol, éther diéthylique, acétone, benzène, chloroforme). Il est extrêmement inflammable, et forme avec l'air un mélange explosif. Il se décompose lorsqu'il est chauffé, et dégage alors notamment du chlorure d'hydrogène et du phosgène. Il tend aussi à se polymériser (par voie radicalaire) spontanément. En absence d'inhibiteur, il peut se polymériser spontanément dans une réaction violente avec risque d'explosion. Les polymères formés (contenant par exemple des fonctions peroxyde) peuvent exploser lors d'un impact.
Le 1,1-Dichloroéthène peut exploser s'il entre en contact avec le chlorotrifluoroéthylène à chaud, l'ozone, les peroxydes, les hydroxydes de métaux alcalins en présence d'oxygène. Il réagit de façon dangereuse avec les métaux alcalins, l'hydroxyde de potassium, l'air (formation de peroxydes), les agents oxydants, les amides, l'acide chlorosulfurique et l'acide sulfurique fumant.

## Synthèse
Le 1,1-Dichloroéthène peut être produit par déshydrochloration du 1,1,1-Trichloroéthane ou du 1,1,2-Trichloroéthane, par action de l'hydroxyde de sodium : 
On préfèrera en général utiliser le second, qui est un sous-produit non voulu de la synthèse de 1,1,1-Trichloroéthane ou du 1,2-Dichloroéthane.

## Utilisation
Le 1,1-Dichloroéthène est principalement utilisé comme comonomère dans la polymérisation du chlorure de vinyle, de l'acrylonitrile et des acrylates. Il est aussi utilisé dans l'industrie des semi-conducteurs pour faire croitre des couches minces de dioxyde de silicium de haute pureté.

### Poly(chlorure de vinylidène)
Comme de nombreux autres alcènes, le 1,1-Dichloroéthène peut être polymérisé pour former du PVDC. Un produit très utilisé, un film plastique, le Saran, est fait à partir de ce polymère. Au cours des années 1990, des recherches auraient suggéré que, comme de nombreux composés chlorocarbonés, le Saran pouvait être un danger pour la santé, en particulier via la nourriture chauffée à son contact dans les fours à micro-ondes. Depuis 2004, les films plastiques alimentaires ont changé de composé et utilisent désormais un dérivé du polyéthylène.